# ダーネル・キットレル
ダーネル・キットレル（Darnell Kittrell、1979年4月25日 - ）は、アメリカ合衆国のプロレスラー。ペンシルベニア州フィラデルフィア出身。
キャリア初期ではサビアン（Sabian）のリングネームで活躍し、現在はCZWではブラック・ジーズ（BLK Jeez）、TNAではラシャド・キャメロン（Rashad Cameron）のリングネームで活動している。外貌上の特徴から『黒い岡村隆史』と評されることがある。

## 来歴
2000年2月26日、プロレスラーとしてのキャリアを開始。それから半年間HPW（Hybrid Pro Wrestling）を舞台にインサヤシを制したことでHPWジュニアヘビー級王者のベルトを奪取した。

HPW参戦後、3年間にわたって数多のインディー団体を転戦したのち、2004年5月4日、CZWに参戦。ラッカスとブラックアウト（Blackout）というユニットを結成。このタッグをもって6月12日にニック・ゲージとネイト・ヘイトリッドのタッグ、ヘイト・クラブに対して勝利を収め、CZW世界タッグ王座を獲得した。
2005年4月2日、マイク・クアッケンブッシュに勝利しCZW世界ジュニアヘビー級王座を獲得。2006年11月にはロビー・メリーノとタッグを組んでCZW世界タッグ王座を再び獲得し、その翌2007年にはダニー・ハボックを倒し再びCZWジュニアヘビー級王座を獲得。
2008年、自身3度目の出場となったBest of the Best 8を制覇した。2010年にはジョーカーとタッグチーム、フィリーズ・モスト・ウォンテッド（Philly's Most Wanted）を結成して12月11日に地元フィラデルフィアで5回目となるCZW世界タッグ王座を獲得。
2011年、リングネームをブラック・ジーズ（BLK Jeez）に変更し、3月より大日本プロレスに参戦するため来日。日本のファンから好評を得て、12月に再来日して31日の日本の多数インディー団体が集結したイベントである年越しプロレスで梶トマトのパロディーギミック、梶ゴボウとして出場し、コミカルな試合スタイルも見せた。引き続き2012年1月2日より大日本プロレスにスポット参戦。6月にはTNAにてラシャド・キャメロン（Rashad Cameron）のリングネームでスポット参戦ながらテレビショーやワンナイト・オンリー・PPVに出場している。

## 得意技
- 450°スプラッシュ
- ブラック・ジーザス・スタンプ
- トルネードDDT
- ビーナス・フライトラップ

極楽固め
- ブラック・ジーザス・ウォークス

カーブ・ストンプ

## タイトル歴
CZW
- CZW世界ジュニアヘビー級王座 : 3回
- CZW世界タッグ王座 : 7回

w / ラッカス : 4回
w / ロビー・メリーノ : 1回
w / ジョーカー : 2回
- Best of the Best 優勝 : 1回（2008年）

他、アメリカのインディー団体を中心に多数のタイトルを獲得。